# Kaupo Kaljuste
Kaupo Kaljuste (ur. 15 grudnia 1981 w Tallinnie, Estońska SRR) – estoński hokeista, reprezentant Estonii, trener.

## Kariera
- THK-88 (1997-1998)
- HC Viiking Sport Tallinn (1999-2000)
- NoPy / Pyry U20 (2000-2001)
- HK Karud (2001-2003)
- HC Panter/Hansa Sport (2003-2006)
- HK Tallinn Stars (2006-2007)
- Chelmsford Chieftains (2007-2008)
- Heerenveen Flyers (2008)
- ASK/Ogre (2008)
- Chamonix HC (2008-2009)
- RoKi-79 Rovaniemi (2009)
- Tornio IHC (2009)
- Ciarko KH Sanok (2009-2010)[1]
- TKK Tallinn Viiking Sport (2010)
- SCM 68 Fenestela Braszów (2010-2011)
- Kongsvinger Knights (2011-2013)

W latach 2003–2012 corocznie występował w turniejach mistrzostw świata.
Podjął pracę trenera. W sezonie 2018/2019 był asystentem trenera kadry Estonii do lat 18. Od 2019 asystent w sztabie seniorskiej reprezentacji kraju. W tym charakterze uczestniczył w turnieju MŚ edycji 2022, 2023 (Dywizja IB). W sezonie 2020/2021 był menedżerem zespołu ligowego HC Panter Tallinn.

## Sukcesy
Reprezentacyjne
- Awans do mistrzostw świata Dywizji I: 2010, 2012 z Estonią

Indywidualne
- Mistrzostwa Świata w Hokeju na Lodzie 2009/II Dywizja: drugie miejsce w klasyfikacji kanadyjskiej wśród obrońców turnieju: 9 punktów[2]